# Гольяново
Голья́ново — район в Восточном административном округе города Москвы, а также одноимённое внутригородское муниципальное образование. 6-й по населению и 15-й по площади район города, расположен между Щёлковским шоссе и парком Лосиный Остров (парк частично расположен на территории района), примыкает к МКАД.

## История

### Село Гольяново
Историки указывают, что первые документальные сведения о подмосковном селе Гольянове (которое дало имя современному району) восходят к 60-м годам XVII века. Тогда оно считалось присёлком дворцового села Покровское-Рубцово. Присёлок располагался на холмах в верхнем течении реки Сосенки. Восточнее присёлка на планах второй половины XVIII века был обозначен впадавший в Сосенку Вешний исток, а северо-восточнее — Безымянный ручей. Находился присёлок Гольяново на древней (известна с XIV века) Хомутовской дороге, которая вела из Москвы к великокняжеским бортям на реке Клязьме; этот тракт получил название по своему конечному пункту — селу Хомутово. В XVIII веке он потерял прежнее значение, а главной стала Стромынская дорога, которая проходила южнее Гольянова; Хомутовскую дорогу при этом стали считать ответвлением Стромынского пути.
Название Гольяново происходит от слова «гольян», что согласно «Толковому словарю» В. И. Даля, обозначает небольшую рыбку-вьюна, в изобилии водившуюся в местных водоёмах. О ранней истории Гольянова сохранилось мало сведений. В подробном описании Покровской вотчины, содержавшемся в Переписной книге 1646 года, никаких упоминаний о Гольянове нет. Впервые же оно упоминается в документах Патриаршего казённого приказа под 1662 годом, когда в селе была построена деревянная церковь святых Зосимы и Савватия, Соловецких чудотворцев. Находилась эта церковь к югу от Сосенки — на самом высоком месте присёлка. В это время в приходе церкви имелось 58 крестьянских дворов — жителей как Гольянова, так и соседних деревень: Черницыной, Абрамцевой, Орефцевой и Кобылиной.
По дозорным книгам Патриаршего казённого приказа 1680 года село Гольяново — присёлок государева дворцового села Покровского Васильцова стана Радонежской десятины Московского уезда.
Село Гольяново, как часть царской вотчины, находилось первоначально в ведении Приказа Большого дворца, а в XVIII веке — Императорской вотчинной конторы. С 1765 года присёлок с окрестными деревнями перешёл в ведение Главной дворцовой канцелярии.
В конце XVIII века в Гольянове насчитывалось 24 двора и проживал 251 человек. Крестьяне села находились на оброке; в основном они занимались земледелием, а некоторые ткали шёлковые и бумажные материи. Гольяново не считалось доходным, и в начале XIX века оно перешло в руки частных владельцев: в 1805 году присёлок достался князю Сергееву, а в 1811 году Гольяново значится уже за надворным советником князем Иваном Николаевичем Трубецким (он владел и окрестными деревнями — Абрамцевой, Лукиной, Суковой, а также бывшим дворцовым присёлком Никольским). После того, как усадьба И. Н. Трубецкого в селе Говорово была в 1812 году сожжена наполеоновскими солдатами, барскую усадьбу заново построили уже в Гольянове; в результате оно превратилось в центр небольшой округи и стало быстро расти. На карте 1818 года в селе показано 36 дворов. На средства помещика был выстроен каменный храм во имя Зосимы и Савватия в стиле позднего классицизма.
К середине XIX века село с деревнями перешло от Ивана Николаевича Трубецкого к его жене Наталье Сергеевне. Вскоре Гольяново с окружающими деревнями отошло её сыну Петру Ивановичу Трубецкому. После его смерти, сын-наследник Николай Петрович Трубецкой в 1872 году продал имение купцу А. Н. Прибылову. В 1880-е годы близ Гольяново располагались мелкие ткацкие заведения Н. Г. Лобачева (осн. 1881), И. Г. Кузьмичева (осн. 1881), а также Бутылочкина и Колкунова. Поблизости находились кирпичный завод купца Венедикта Веденеева и свечной завод Московского епархиального ведомства.
В 1930-е годы сельская церковь была закрыта, а её помещение переоборудовали под макаронную фабрику.
До 1960 года существовал Гольяновский сельсовет, входивший в Балашихинский район.

### В составе Москвы
В состав Москвы Гольяново вошло в 1960 году, когда проложенная восточнее села МКАД определила новую границу города. Тогда же в состав Москвы вошла усадьба Раисино, которая располагалась на месте современного автовокзала на пересечении Щёлковского шоссе с Уральской улицей, рядом со станцией метро «Щёлковская». 

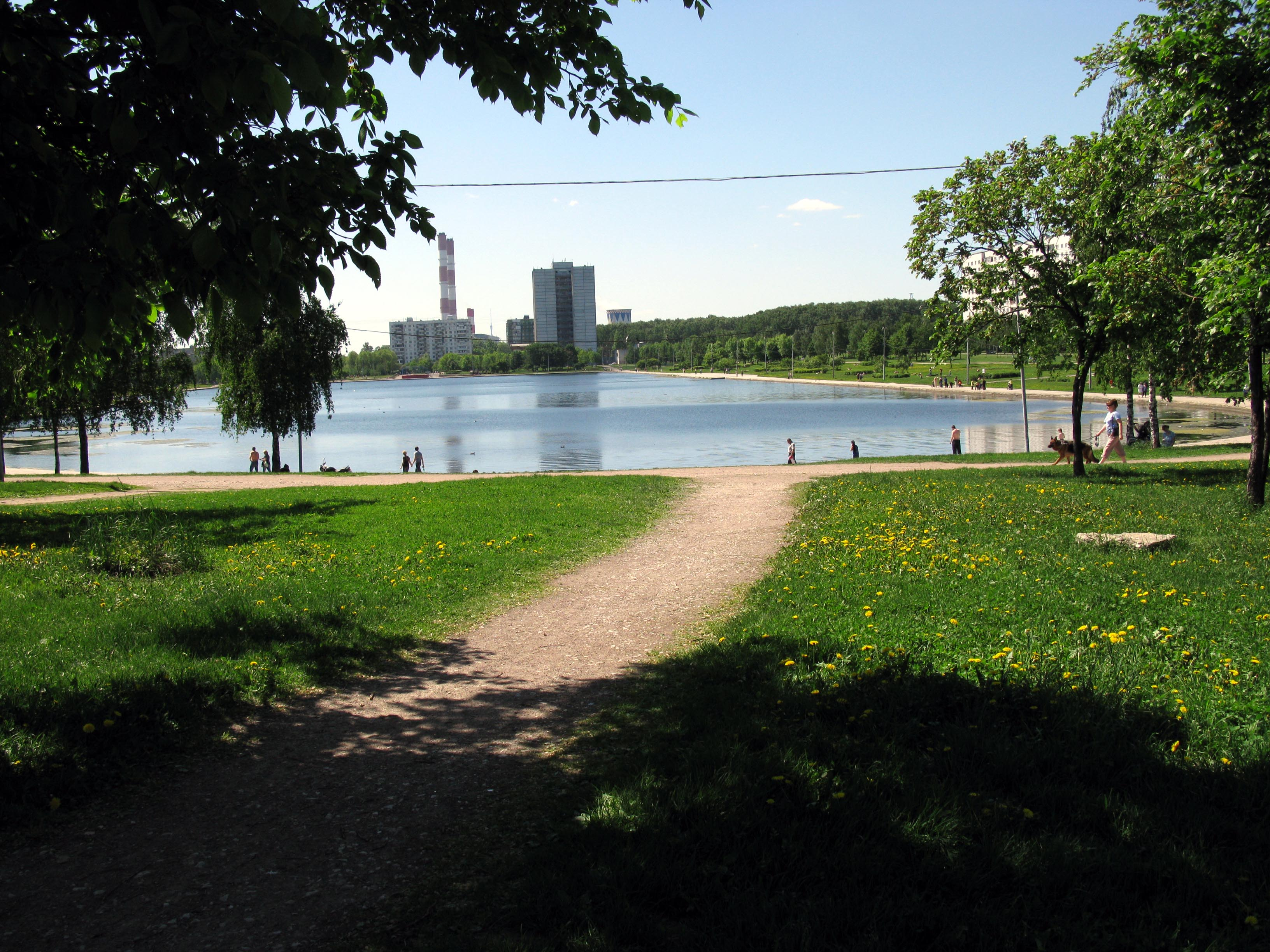
Гольяновский пруд

В начале 2000-х годов возросла активность криминала в районе. В 2014 году район попал в список «самых опасных мест планеты» (3-я строчка), который публикует журнал The Huffington Post.

## Население
| 2002     | 2010     | 2011     | 2012     | 2013     | 2014     | 2015     |
| -------- | -------- | -------- | -------- | -------- | -------- | -------- |
| 159 147  | ↘157 040 | ↗157 317 | ↗158 096 | ↗159 284 | ↗159 938 | ↗160 372 |
| 2016     | 2017     | 2018     | 2019     | 2020     | 2021     | 2023     |
| ↗162 030 | ↘161 906 | ↗162 715 | ↗163 009 | ↗163 197 | ↗165 299 | ↘165 243 |
| 2024     |          |          |          |          |          |          |
| ↘164 715 |          |          |          |          |          |          |

### Национальный состав
По итогам переписи населения 2020 года проживали следующие национальности (национальности менее 0,1 % и другое, см. в сноске к строке «Другие»):
| Национальность | Численность, чел. | Доля     |
| -------------- | ----------------- | -------- |
| Русские        | 120 539           | 72,92 %  |
| Татары         | 1240              | 0,75 %   |
| Украинцы       | 898               | 0,54 %   |
| Армяне         | 859               | 0,52 %   |
| Азербайджанцы  | 622               | 0,38 %   |
| Грузины        | 377               | 0,23 %   |
| Евреи          | 348               | 0,21 %   |
| Таджики        | 322               | 0,19 %   |
| Узбеки         | 273               | 0,17 %   |
| Киргизы        | 234               | 0,14 %   |
| Белорусы       | 173               | 0,10 %   |
| Другие         | 39 414            | 23,85 %  |
| Итого          | 165 299           | 100,00 % |

## Территория и границы
Границы района Гольяново и внутригородского муниципального образования Гольяново проходят
по оси
Щёлковского шоссе, далее - по оси полосы отвода Малого кольца МЖД, оси полосы отвода подъездной железнодорожной ветки на ТЭЦ-23, южной границе ТЭЦ-23, далее - по 59-й просеке, пересекая территорию Государственного природного национального парка «Лосиный остров», городской черте города Москвы (внешней границе полосы отвода Московской кольцевой автомобильной дороги, включая все транспортные развязки улиц и дорог) до Щёлковского шоссе.
Общая площадь района составляет 1499 га, жилой фонд района составляет 3072 тыс. м².
Микрорайоны и улицы
Гольяново включает в себя микрорайоны Черницыно, Гольяново, Северное Гольяново, часть промышленной зоны «Калошино» (название действует с 1973 года). Основные транспортные магистрали и улицы — Щёлковское шоссе, улицы Алтайская, Амурская, Байкальская, Бирюсинка, Иркутская, Камчатская, Курганская, Красноярская, Монтажная, Новосибирская, Сахалинская, Уссурийская, Уральская, Чусовская, Хабаровская.
Места для отдыха
Вокруг Гольяновского пруда располагается Гольяновский парк. В 2011 году пруд был очищен, а парк реконструирован с целью создания здесь велосипедной дорожки, площадок для катания на роликах и скейтах, спортивных площадок для игры в волейбол, баскетбол, теннис, детских площадок, из которых одна предназначена для детей с ограниченными возможностями.
В мае 2016 года в парке около памятного знака, посвящённого защитникам Москвы, открыли Аллею защитникам Отечества, на которой были установлены 7 стендов с портретами 26 жителей района Гольяново — ветеранов Великой Отечественной войны.

## Герб и флаг (описаны варианты до 2015 г.)
Внешний вид и описание герба утверждены распоряжением префекта Восточного административного округа от 20.08.1998 г. № 993-В-РП.
Описание герба: «Герб представляет собой трёхчастный щит. В верхней левой части на золотом фоне красная княжеская шапка, в верхней правой — на зелёном фоне изображение золотого лося. В нижней части на лазоревом фоне изображены две рыбки гольян серебряного цвета. По бокам и внизу красная девизная лента с названием „Гольяново“».
Объяснение символики: «Красная шапка рода Трубецких указывает на принадлежность села Гольяново в XVII веке царю Алексею Михайловичу Тишайшему, а затем перешедшему к князьям Трубецким. Золотой лось означает главное богатство района — лес, часть обширного хозяйства Лосиного острова. Рыбки гольян, в изобилии водившиеся в местных водоёмах, дали название местности, впоследствии и району».

### Геральдическое описание герба
Щит московской формы полурассечён и пересечён. В первом золотом поле красная княжеская шапка. Во втором зелёном поле стоящий золотой лось. В третьем голубом поле два серебряных гольяна: один над другим.
Красная княжеская шапка символизирует принадлежность располагавшегося в XVII веке на территории муниципального образования села Гольянова к вотчине царя Алексея Михайловича. Впоследствии село принадлежало князьям Сергеевым (1805) и Устиновым (1811). Именно князь Устинов выбрал золотого лося символом села. Золотой лось символизирует главное богатство муниципального образования лес, часть государственного природного парка «Лосиный остров». Серебряные рыбки символизируют водившихся в изобилии в местных водоёмах небольших рыбок-вьюнов, именовавшихся «гальянами». По устоявшейся версии, название рыбок перешло в наименование села, а затем и муниципального образования.

### Описание флага
Флаг муниципального образования Гольяново представляет собой двустороннее, прямоугольное полотнище с соотношением сторон 2:3.
Полотнище состоит из нижней голубой полосы, ширина которой составляет 1/2 ширины полотнища и двух прямоугольных равновеликих верхних частей: прилегающей к древку жёлтой и зелёной.
В центре жёлтой части помещено изображение красной княжеской шапки. Габаритные размеры изображения составляют 1/4 длины и 3/8 ширины полотнища.
В центре зелёной части помещено изображение жёлтого лося, обращённого к древку. Габаритные размеры изображения составляют 1/4 длины и 3/8 ширины полотнища.
В центре голубой полосы помещено изображение двух белых гольянов, один над другим. Габаритные размеры изображения составляют 5/12 длины и 3/8 ширины полотнища.

## Транспорт
На территории района расположен Центральный автовокзал.

### Метрополитен
В границах района находится северный выход станции метро  Щёлковская, а также утверждено строительство станции Гольяново. По Генплану предусмотрено продление восточного радиуса линии от станции «Щёлковская» в район Гольяново; одноимённая станция начнёт строиться к 2023 году: 
"Принципиальное решение о строительстве станции метро Арбатско-Покровской линии в Гольяново принято, сейчас прорабатывается градостроительная документация. По нашим оценкам, строительство может начаться в 2022-2023 гг.", – сказал Марат Хуснуллин журналистам.

### Автобус
По территории района проходят автобусные маршруты:
- м60,
- м60к,
- т32,
- 34,
- 34к,
- 68,
- 97,
- 133,
- 171,
- 223,
- 230,
- 257,
- 557,
- 619,
- 627,
- 627к,
- 674,
- 735,
- 760,
- 884.

а также междугородние автобусы, следующие к Центральному автовокзалу.

## Инфраструктура
В районе действуют 6 поликлиник (3 взрослые: № 87, 191, 222, две детские: № 29, 60, детская стоматологическая № 38), 20 общеобразовательных школ, школа-лаборатория, лицей, гимназия, 3 УВК, 3 детские музыкальные школы, детская спортивная школа. Работает 28 детских дошкольных учреждений.
В районе находятся 3 транспортные организации, в том числе единственный в Москве автовокзал междугороднего сообщения.
На территории района расположены 6 отделений связи (№ 65, 199, 207, 241, 497, 589), 6 библиотек (№ 57, 76, 105, 115 детская, 115 юношеская, 161), 7 отделений Сбербанка, центр занятости, 5 АТС (№ 460, 466, 467, 469, 969), 3 детских центра по работе с детьми и подростками, зоны отдыха с крупным искусственным водоёмом «Гольяновский пруд», где проводятся различные массовые мероприятия, праздничные гуляния.

## Парки и скверы
Значительную часть Гольянова занимает национальный парк «Лосиный остров», в районе также располагается парк и несколько скверов.
Национальный парк «Лосиный остров» — особо охраняемая природная территория. Нацпарк занимает северную часть района. На гольяновской территории заповедника есть сеть велодорожек (зимой — лыжные трассы) и пункты проката спортоборудования (велосипеды, лыжное снаряжение). На территории нацпарка в Гольянове расположена зона массового отдыха у Бабаевского пруда. Ближе всего к Гольянову по сравнению с другими столичными районами расположен находящийся за МКАДом экоцентр «Абрамцево».
Гольяновский парк — парк площадью 20 Га у Гольяновского пруда. Также имеет название «Гольяновский сквер». Пруд с зоной отдыха существуют с 1980-х годов. Название получили по бывшему селу Гольяново. Площадь пруда — 8,6 Га, глубина — около 2 метров. Прибрежная зона выложена тротуарной плиткой. В пруду обитают рыбы, есть утки. Купаться запрещено. В парковой зоне достаточно зелени, основу массива составляют широколиственные и хвойные деревья. Парк был полностью реконструирован в 2011 году, после чего в нем появились  спортивные и детские площадки (в том числе, инклюзивные), сеть велодорожек, летняя сцена. Зимой 2019 года в парке открылись круглогодичная ярмарка и фестивальная площадка — замковое подворье в стиле архитектуры Крыма. К развлекательной инфраструктуре площадки добавилась детская ярмарочная карусель и скейт-парк. В 2021 году Гольяновский парк был обновлен по программе «Мой район». Пруд был реабилитирован, рядом с ним обустроена пристань и лодочная станция. В настоящее время рядом с прудом также размещается памп-трек и павильоны для мастер-классов. Напротив дома 4 по улице Уссурийская обустроена смотровая площадка. В районе улицы Алтайская на территории, прилегающей к пруду, обустроили спортивный кластер: в него вошли корт для большого тенниса, площадки с для баскетбола и волейбола, площадка с уличными тренажерами, площадка со столами для пинг-понга, футбольное поле и дорожка для бега.
Сквер на улице Хабаровская — новый сквер, открытый 6 сентября 2019 года. По сути представляет собой облагороженную междворовую территорию с детскими игровыми зонами и тренажерной площадкой. Здесь установлен двухуровневый игровой комплекс и мини-скалодром.
Пешеходная зона по улице Байкальская (от дома №23 до дома №51, корп. 1) появилась в Гольяново в 2019 году. Здесь установили входные арки, большие садовые качели, площадка для фотосессий, два скейт-парка. Вдоль улицы дополнительно высадили 26 деревьев и 15 тыс. кустарников, разбили более 1 тыс. цветников. Бульвар на Байкальской в восточной части плавно переходит в сквер на улице Хабаровская.
В 2021 году в районе благоустроили большую площадь пришкольных территорий. Проект, включающий обустройство территорий трех корпусов школы №1598 на улице Камчатская, получил неофициальное название «Межквартальная доминанта», а также «Школьный квартал». В настоящее время здесь располагаются модернизированные спортивные и игровые детские площадки, особенностью является развивающая метеоплощадка с солнечными часами, «ловцом облаков», барометром и флюгером (располагается рядом с корпусом №4 школы№1598).

## Религия

### Русская православная церковь

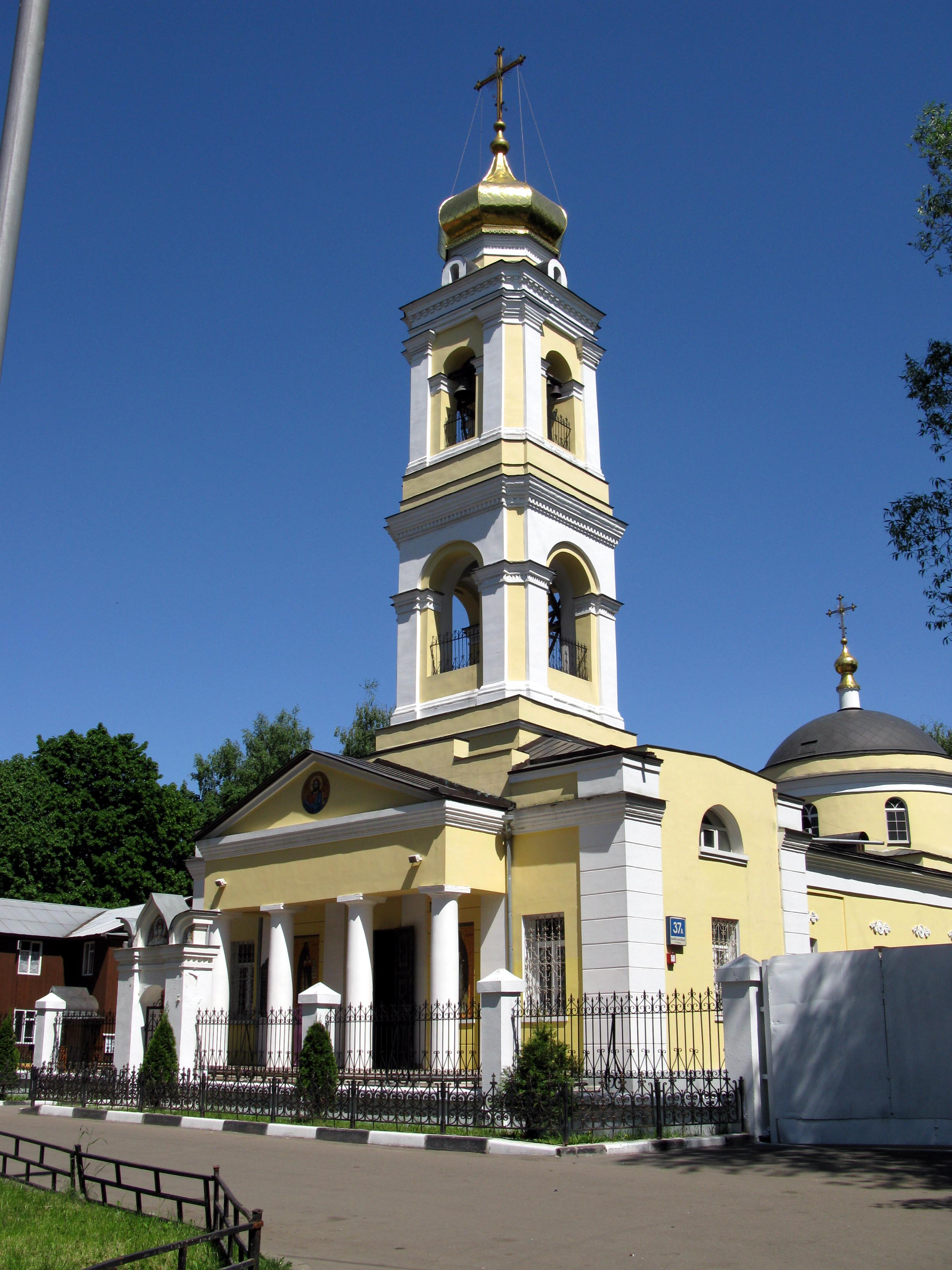
Храм Зосимы и Савватия

Храм Преподобных Зосимы и Савватия в Гольянове — храм построен в 1842 году помещиками Трубецкими в стиле ампир — позднего классицизма. В 1930-х годах был закрыт, вновь открыт 31 марта 1990 года. Главный престол — преподобных Зосимы и Савватия Соловецких.
 Объект культурного наследия № 7702297000
Храм священномученика Ермогена Патриарха Московского и всея Руси — построен в 2013—2014 годах. С того же 2014 года, началось масшатабное строительство нового храма священномученика Ермогена рядом с временным деревянным храмом. В 2022 году он был открыт, а старый храм был снесён.Также, рядом с новым храмом была построена воскресная школа.
На территории ООО «ФПК Сатори» расположена построенная в 2008 году небольшая церковь Сретения Господня.
На Красноярской улице была построена церковь преподобного Сергия Радонежского, на время строительства большого монастыря. В мае 2023 года, новый храм был открыт.

### Протестантизм
Церковь адвентистов седьмого дня Евро-Азиатского Дивизиона.
Церковь христиан веры евангельской (пятидесятников) (харизматическое течение) «Благая весть».

## Фотогалерея

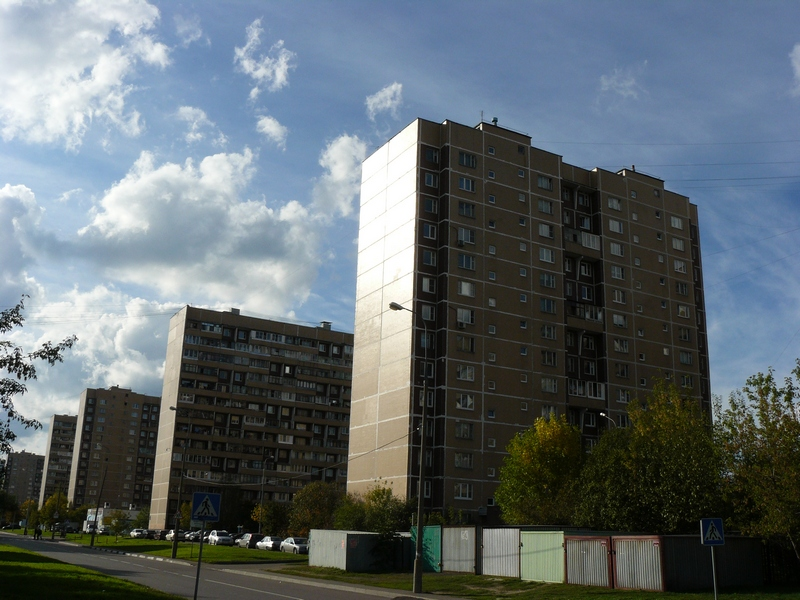
Жилые дома на Камчатской ул. в районе Гольяново
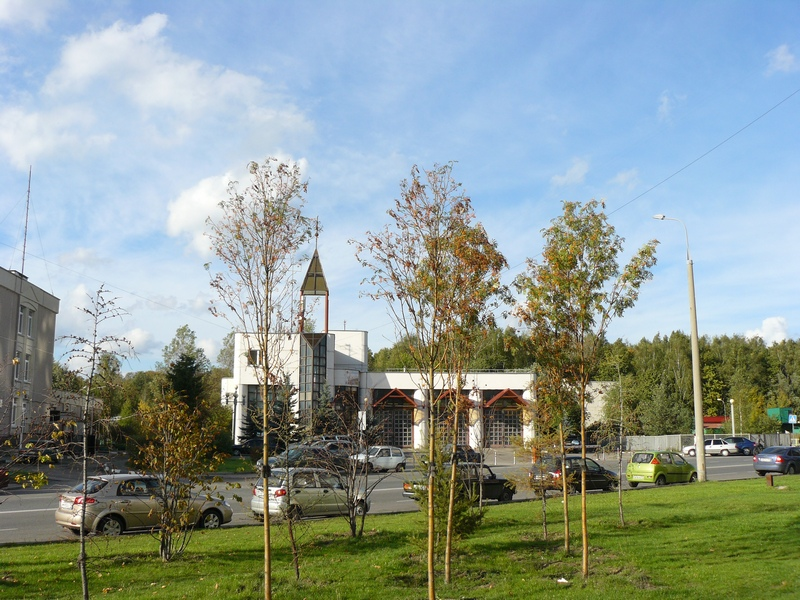
Пожарная часть № 122 по адресу: Курганская ул., д. 9
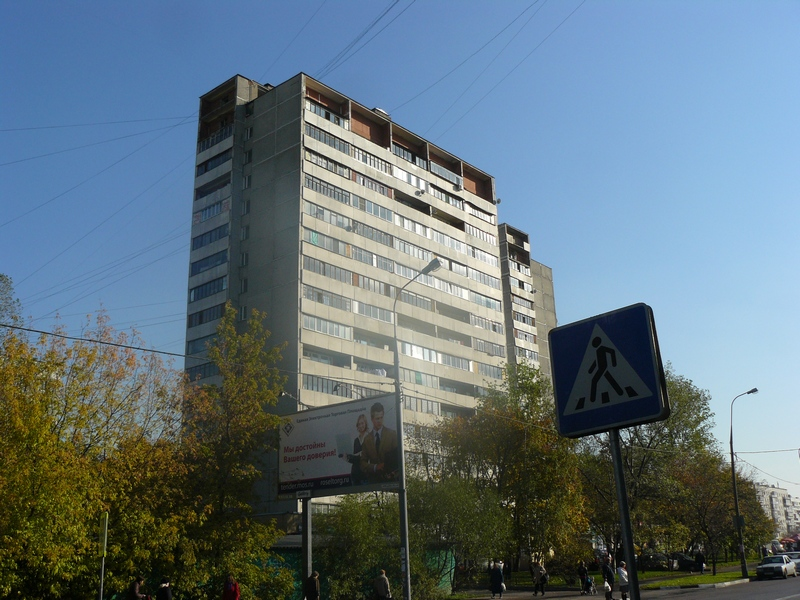
Жилой дом по адресу: Хабаровская ул., д. 16
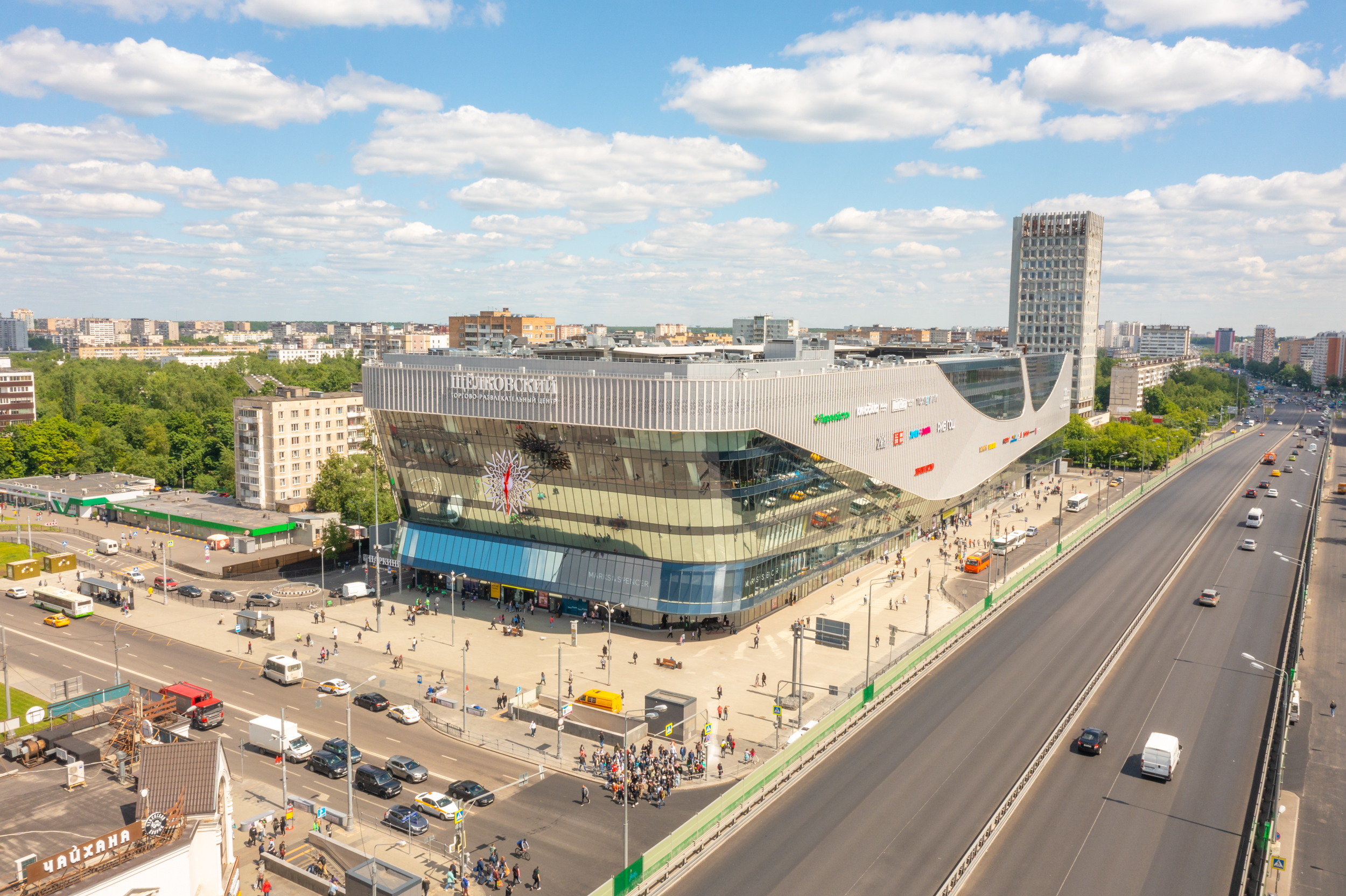
ТРЦ Щёлковский со стороны Щёлковского шоссе
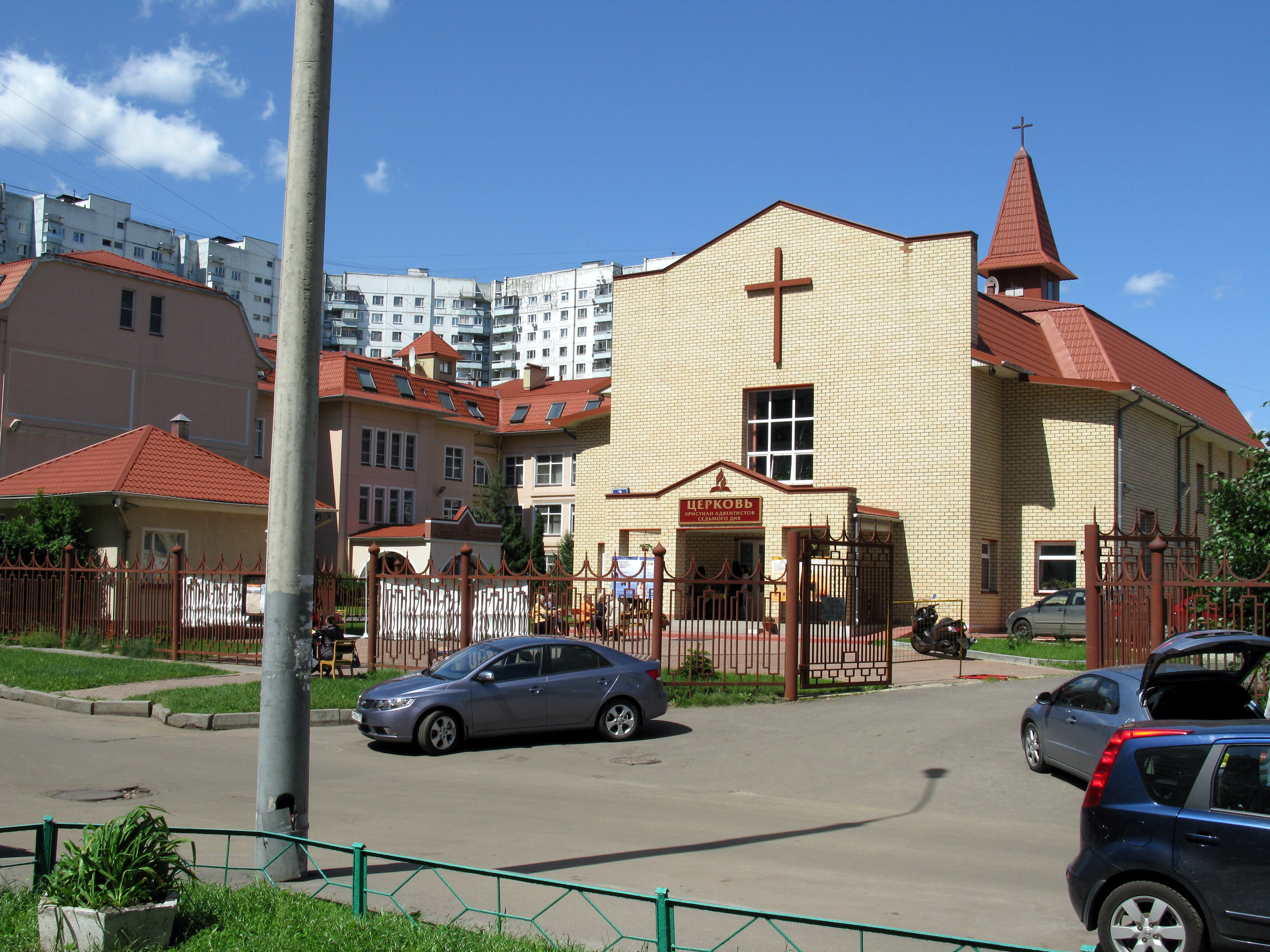
Церковь адвентистов седьмого дня на Красноярской